# Еммануель Шеффер
Еммануель Шеффер (івр. עמנואל שפר‎‎‎; нар. 1 лютого 1924, Реклінггаузен, Веймарська республіка — пом. 22 грудня 2012, Рахмат-ха-Шарон, Ізраїль) — ізраїльський футболіст та тренер.

## Життєпис

### Дитинство та молоді роки, Друга світова війна
Народився в Реклінггаузені. Батько, Мойша (народився в містечку Пороги Івано-Франківської області), мати — Гела (народжена в Дрогобичі). Еммануель мав двох братів та сестру: Цилю (1920 року народження), Сальку (1921 року народження) та Розу (1928 року народження) Згодом сім'я переїхала до Меца, Франція. Батько керував нафтовою компанією в Галичині, у 1922 році виїхав до Німеччини, де прожив декілька місяців, а незабаром туди переїхала й вся сім'я. На батьківщині та у Франції Шеффер отримав єврейську освіту. Потім сім'я переїхала до Саарбрюккена, де Еммануель відвідував загальноосвітню школу (там же й захопився футболом). Дитинство провів у Рурі. 1933 року, коли до влади в Німеччині прийшли нацисти, сім'я повернулася до Франції, а в 1936 році, коли німецька армія увійшла до Рейнської області, сім'я повернулася до рідної для батька Польщі. З початком Другої світової війни у 1939 році й до вторгнення Німеччини в 1941 році територія, на якій проживав Еммануель разом з родиною, була під контролем Радянського Союзу. В цей період Еммануель відмовився від рідної для себе німецької мови та перейшов на польську мову спілкування. Допоки його старші брати відвідували школу в Станіславі, Еммануель навчався в Дрогобицькій середній школі та проживав разом з тіткою Люсією. Там він вперше серйозно почав займатися футболом виступаючи в клубі «Бейтар» (Дрогобич), клуб який представляв молодіжний сіоністський рух у місті. Уже в 1939 році, у віці 16 років, Шеффер залишає сім'ю й разом з групою іних молодих людей утікає на Схід (один з небагатьох, яким ця вдеча вдалася). Спочатку проживає в Бакинському районі Азербайджану, де протягом двох років працював на одній з фабрик, а потім працював на взуттєвій фабриці в Алматі, в Казахстані, де професійно виступав у трудовій табірній команді «Динамо» (Алмати), яка проводила поєдинки проти інших таборних та звичайних місцевих команд (весь цей час перебував під наглядом НКВС). Завдяки цим виступам гарантував собі додаткове харчування. Саме там він отримав звістку від своєї тітки Люсії про те, що нацисти вбили усю його родину. Відразу по завершенні Другої світової війни повернувся до Польщі, в місто Белява, де його тітка пережила Голокост завдяки тому, що польська родина сховала її від нацистів. Його еміграція до Палестини зірвалася через втрату документів під час війни та тимчасову заборону британців на в'їзд нових мігрантів на територію Палестинського мандату.

### Еміграція до Ізраїлю та кар'єра гравця
У Беляві Шеффер заснував та став першим тренером клубу ЗКС Белява. Команда вийшла до другого дивізіону чемпіонату Польщі, але комуністичний уряд не схвалював існування команди на етнічній основі, тому вже незабаром команда була розформована. Коли Шеффер був мобілізований до польської армії він зумів втекти до Чехословаччини, а звідти через Австрію та Італію в 1950 році еігрував до Ізраїлю. Був прийнятий на роботу в порту Хайфи на посаду механіка і в той же час розпочав виступати за «Хапоель» (Хайфа) на лівому фланзі півзахисту, а вже наступного року перейшов до «Хапоеля» (Кфар-Саба), якому допоміг вийти до національного чемпіонату. Отримав навіть виклик до другої національної збірної Ізраїлю. Кар'єра гравця Еммануеля тривала до 1967 року, коли через численні травми (в тому числі й травму ноги) він змушений був відмовитися від її продовження.

### Тренерська діяльність

#### Стажування в Німеччині
Після завершення ігрової кар'єри у віці 34 років виїхав для навчання. Його першим кроком був візит до Німеччини в 1958 році, де він навчався в Школі тренерів у Кельні під керівництвом Ганса Вайсвелера. Цей крок був незвичним для ізраїльських тренерів. За словами його майбутнього помічника в збірній Ізраїлю, Амація Левковича, Шеффер захоплювався німецьким футболом, і його знання німецької мови спростило йому завдання. Син Шеффера згадував, що його батько був перфекціоністом і відокремленим футболом від труднощів, які він зазнав під час Другої світової війни, а також від того, що його сім'я була знищена німцями. Шейфер пройшов повний курс і був обраний серед інших студентів як один із двох найперспективніших випускників (другий — голландський тренер Рінус Міхелс). Він також мав дружні зв'язки з директором цієї школи Гансом Вайсвелером, який також у той час тренував «Кельн», а згодом зробив собі ім'я роботою в Менхенгладбасі, під керівництвом якого місцева команда переживала розквіт. Під час свого навчання Шеффер тренував місцеву команду «Ренанія Вюрселен». Під час свого перебування в Німеччині він також налагоджував ділові зв'язки, а згодом став представником Adidas в Ізраїлі, а в подальші роки також мав ділові відносини з Puma.

### Тренування клубів в Ізраїлі
Після повернення до Ізраїлю в 1959 році розпочав тренувати команду, в якій він виступав раніше: «Хапоель» (Кфар-Саба), який за підсумками сезону 1958/59 років посів останнє місце в національному чемпіонаті. Шеффер замінив Еліезера Шпігеля наприкінці сезону, але особливих успіхів не досяг і «Хапоель» (Кфар-Саба) залишив вищий дивізіон ізраїльського чемпіонату. Він продовжив тренувати «Хапоель» й у сезоні 1959/60 років аж до 9-го туру, коли Еммануеля Шеффера на посаді головного тренера замінив Яір Левіт. Після цього тренував «Хапоель-Марморек» та «Хапоель» (Раанана). У жовтні 1961 року він розпочав тренувати «Бней-Єгуда» (Тель-Авів) й зумів врятувати його від вильоту в поєдинках останніх турів чемпіонату. Продовжив тренувати команду й у сезоні 1961/62 років, й за підсумками цього сезону команда посіла високе 5-те місце, після чого Шеффер перейшов до «Маккабі» (Петах-Тіква). У лютому 1963 року, коли команда зазнала цілої низки поразок, пішов у відставку. Після цієї відставки замінив Джека Гіббонса на посаді головного тренера «Хапоеля» (Єрусалим). Проте напередодні старту сезону 1963/64 років повернувся до «Бней-Єгуди», де пропрацював до квітня 1964 року. До цього в вересні 1963 року працював тренером молодіжної збірної Ізраїлю. У цей час також тренував команду ізраїльських ВПС. 1964 року Ізраїльські військово-повітряні сили програли фінальний матч «Кубка начальника штабу» з рахунком 0:1 команді танкового корпусу.
У січні 1967 року, після трирічної роботи на посаді тренера молодіжної команди, Шеффер був призначений головним тренером «Маккабі» (Нетанья) замість Отто Шлапенберга. Проте невдачі в тренуванні клубів вищого дивізіону ізраїльського чемпіонату продовжували супроводжувати його й надалі, тому в травні 1967 року Шеффер був звільнений зі своєї посади.
У 1970 році, після завершення своєї роботи на посаді тренера національної збірної, повернувся до тренувань клубів ізраїльського чемпіонату. У сезоні 1972/73 років розпочав працювати з єрусалимським «Бейтаром», який щойно кваліфікувався для участі в чемпіонаті Ізраїлю. Але в лютому 1973 року через невдалі результати команди та постійні конфлікти з гравцями Еммануеля звільнили з займаної посади, його замінив Самуїл Резнік.

#### Робота в юнацькій збірній Ізраїлю
Після призначенням на посаду тренера юнацької збірної Ізраїлю, його першим завданням було підготовка команди для участі в Азійському юнацькому турнірі, який мав відбутися в квітні 1964 року в Сайгоні, в Південному В'єтнамі. Шеффер допоміг гравцям тієї команди отримати військові звання у ВПС Ізраїлю. Серед гравців ізраїльської молодіжки було багато гравців, які стали ключовими в дорослій національній збірній: Іцхак Віссокер, Давид Примо, Цві Розен та Мордехай Шпіглер. Ізраїль вийшов до фінальної частини турніру після перемог над Таїландом (4:0), Південною Кореєю (4:0) та Японією (2:0). У фіналі вони зустрілися з сильним суперником, збірною Бірми й основний час поєдинку завершився з рахунком 0:0. По завершенні турніру було вирішено, що обидві збірні будуть вважатися переможцями цього змагання.
Наступного року ізраїльська молодіжка виступала на Кубку Азії в Токіо, Японія. У порівнянні з 1964 роком з попередньої команди залишилися лише Цві Розен та Іцхак Інгландер. У складі команди в 1965 році були вже інші гравці, які в майбутньому також стали ключовими в дорослій збірній Ізраїлю: Їшааяху Швагер, Менахем Белло, Шмуель Розенталь та Жора Шпігель. На тому турнірі Ізраїль переграв Південний В'єтнам (5:1), Філіппіни (8:1), Гонконг (3:1), Японію (2:1). У півфіналі ізраїльтяни перемогли Малайзію з рахунком 9:0 (4-ма голами тоді відзначився Моше Романо). У фінальному поєдинку, знову проти Бірми, Ізраїль переміг з рахунком 5:0 (трьома голами відзначився Романо) й завоював молодіжний Кубок Азії.
По завершенні турніру кореспонтент газети Маарів Їшааяху Порат високо оцінив тривалу та професіональну підготовку збірної. Він стверджував, що поведінка Шеффера для молодших гравців іноді здавалася нестримною та безжалісною, але саме це безкомпромісне ставлення призвело до того, що команда була впевненою в собі та не звертала уваги на суперників, згуртованою та запаленою духом боротьби, цо в підсумку й дало свої результати. Також він зазначив, що за останні два з половиною роки молодіжна збірна Ізраїлю не зазнала жодної поразки в офіційних матчах.
У 1966 році відбувався турнір в Манілі, на Філіппінах. У складі команди вийшло багато гравців зіркового «токійського» складу, включаючи Розенталя, Шпігеля, Інгландера та Романо. Єгошуа Файгенбаум також був членом тієї команди, виступаючи на позиції півзахисника. У першому матчі турніру ця збірна розписала нульову нічию з Південною Кореєю. А в другому поєдинку Ізраїль з рахунком 6:1 переміг Гонконг (3 голи на рахунку Романо). У чвертьфіналі ізраїльтяни переграли Індію (4:0), а в півфіналі — Тайвань, з рахунком 5:0 (Романо також відзначився 1 голом). У фіналі Ізраїль зустрівся з найсильнішим суперником тих років — Бірмою. Поєдинок завершився з рахунком 1:1, і як двома роками раніше в Сайгоні, було вирішено, що кожна з команд-фіналісток буде володіти трофеєм по півроку.
У період відсутності Шеффера у молодіжці, його на цій посаді замінив Амація Левкович. Протягом восьми років навчання, Левкович зрештою став головним тренером молодіжки, але напередодні початку Кубку Азії 1971 року повернувся Еммануель Шеффер, який знову очолив збірну. У 1970-их роках Шеффер періодично був головним тренером збірної, але не завжди ці повернення були успішними.

#### Робота в збірній Ізраїлю
У квітні 1968 року Шеффер замінив Милована Черича на посаді головного тренера збірної Ізраїлю. Перший матч для Еммануеля на тренерському мітку головної команди Ізраїлю припав на вересень 1968 року, на стадіоні Блумфілд, проти Північної Ірландії (перемога ізраїльтян з рахунком 3:2). Під його керівництвом збірна Ізраїлю виступала на Олімпійських іграх 1968 року в Мексиці. Ізраїльській збірній вдалося вийти до 1/4 фіналу, де вона поступилася збірній Болгарії. Доля поєдинку була вирішена в серії післяматчевих пенальті й болгари вийшли до 1/2 фіналу.
Після виходу Австралії та Нової Зеландії до фінальної частини чемпіонатів світу й збірна Ізраїлю вперше в своїй історії зуміла вийти до цієї стадії — на чемпіонат світу 1970 року в Мексиці. Незважаючи на те, що ізраїльська команда не вийшла з групового етапу і не претендувала на вихід в чвертьфінал, турнір вважався успішним для них, оскільки їх суперники Швеція посіла 3-тє місце в групі, а Італія, стала фіналістом турніру. Останнім для Еммануеля на цьому турнірі став поєдинок проти Італії, який завершився нульовою нічиєю. Через декілька місяців після завершення турніру (квітень 1971 року) Шеффер був відправлений у відставку, а його на посаді головного тренера національної команди замінив Едмонд Шмилович. У червні 1977 року Шеффер знову очолив національну збірну. Проте йому не вдалося виконати головного завдання — вивести команду на Олімпійські ігри в Москві в 1980 році, тому після цієї невдачі був звільнений з посади. А наприкінці 1979 року збірну очолив англієць Джек Менселл. Загалом Еммануель Шеффер керував збірною в 24-ох міжнародних матчах.
Шеффер був відомий своєю суворою дисципліною, що часто призводило до невдоволення з боку гравців і стало однією з причин його звільнення з посади головного тренера національної команди, навіть незважаючи на досягнення, які були безпрецедентними для ізраїльського футболу. Також вимагав від своїх підопічних високого рівня фізичної готовності. З цією метою він призначив полковника Амоса Бар Хама, офіцера бойової підготовки ЗСІ, як тренера з фізичної підготовки в збірній, що стало новинкою в тогочасному ізраїльському футболі. Шеффер став першим в Ізраїлі фахівцем, який на тренуваннях використовував секундомір, завдяки якому засікав здатність гравців відновлювати фізичні кондиції та вимірював їх швидкісні дані. Еммануель зажадав, щоб під час підготовки до чемпіонату світу футболісти провели протягом року повноцінні тренувальні збори. Підготовчі збори проходили Інституті імені Вінгейта у Шефаїмі. Фахівець розумів, що йому доведеться відвезти гравців у найвищі місця у світі, щоб вони звикли дихати тим повітрям і змогли витримувати навантаження на чемпіонаті світу 1970 року. Спочатку вони поїхали до Кельна, Німеччина, а потім до Аддис-Абеби в Ефіопії, на висоту 2600 метрів, а потім продовжували підготовку в Аламосі, штат Колорадо, в Сполучених Штатах на висоті 2500 метрів, а також у Толуці, Мексика. Окрім цього, гравці відвідали: Стокгольм, Менхенгладбах, Сідней, Гонконг, Нью-Йорк і Денвер, а також брали участь у багатьох іграх, більшість з яких неофіційні. Шеффер використовував ці поєдинки для перевірки частоти скорочень сердець гравців й в результаті отримав дані, за якимим найкращі показники були в Мордехая Шпіглера, 39 ударів на хвилину, а також у Йоханана Воллаха — 42 удари на хвилину. Також звертав увагу на харчування гравців, незалежно від місця перебування він раз на декілька днів перевіряв вагу гравців.
Приводом для його звільнення були його погані стосунки з деякими директорами футбольних клубів, а також його ставлення до гравців команди, яке включало жорсткі штрафи та образи. З цього приводу Еммануель сказав, що футбол у світі змінився й «гравець став зіпсованішим і більше не має наміру наполегливо працювати». У тій унікальній команді 1970-их років гравці були готовими до трьох тренувань на день у будь-яку погоду, організовували тренувальні збори майже протягом року, паралельно з матчами в національному чемпіонаті, щоб гідно представляти свою країну.
Був відомий товариськими стосунками з європейськими тренерами, в тому числі й головним тренером менхенгладбаської «Борусії» Геннесом Вайсвайлером. Пізніше завдяки цій дружбі відбулася ціла серія поєдинків «Борусії» (Менхенгладбах) в Ізраїлі. Перший з цих матчів відбувся 28 лютого 1970 року на стадіоні «Блумфілд» у Тель-Авіві, на нього були продані всі 30 000 квитків. Ці зв'язки також допомогли футболісту Шмуелю Розенталю перейти до німецької команди — перший трансфер ізраїльського футболіста до європейської професійної команди.
У 2010 році йому було присвоєно звання «Якір Хаар» в Рамат-ха-Шароні, де він прожив понад 30 років.
Помер 28 грудня 2012 року.

## Тренерська характеристика
В інтерв'ю Моше Арону після чемпіонату світу 1966 року Шеффер характеризував себе як творіння «німецької школи», побудоване на міцному фундаменті англійського футболу, з додаванням гри угорської команди. Ця школа базується на залізній дисципліні, відмінній фізичній підготовці та командній грі. В інтерв'ю по завершенні чемпіонату світу 1970 року він ще поділився своїми думками. За його словами, метод розміщення гравців на своїй позиції застарів. Гравець став як «собака», який має виконувати всі функції на футбольному полі. Ця здатність підвищує його роль для команди. Тепер не існує жодної команди, яка будується навколо однієї або двох зірок. Фізичні дані та фізична підготовка також відіграють дуже важливу роль. На цьому тлі Шеффер помітив зниження загального рівня команд з Південної Америки і вважав, що ізраїльський футбол повинен розвиватися саме в цьому напрямку, з його бажанням інтегруватися до світового футболу найвищого рівня. У той час фахівець відзначив збірну Північної Кореї (яка досягла чвертьфіналу чемпіонату світу 1966 року) як приклад невеликої національної команди, яка змінила свою гру завдяки наполегливій праці та залізній дисципліні, і вважала, що цей досвід необхідно вивчати та впроваджувати в Ізраїлі.

## Особисте життя
Емануель Шеффер підтримав відновлення єврейського цвинтаря Станіславова у 2003 році та оплатив створення меморіальної дошки для вбитих членів сім'ї. 1998 року у нього стався інсульт й утворилася доброякісна пухлина головного мозку, яка вплинула на його життя. Шаффер жив в Ізраїлі до своєї смерті зі своєю сім'єю, дружиною та чотирма дітьми.

## Досягнення

### Як гравця
- Ліга Леуміт
  -  Чемпіон (1): 1951/52

### Як тренера
- Юнацький кубок Азії
  -  Володар (4): 1964, 1965, 1966, 1967